# Mauthausen (Alta Áustria)
Mauthausen é um município da Áustria localizado no distrito de Perg, no estado de Alta Áustria.